# Péter Magyar
Péter Magyar (ur. 16 marca 1981 w Budapeszcie) – węgierski polityk, prawnik i dyplomata, poseł do Parlamentu Europejskiego X kadencji, lider Partii Szacunku i Wolności (TISZA).

## Życiorys
Jego babka była siostrą Ferenca Mádla. Ukończył studia prawnicze na Katolickim Uniwersytecie Pétera Pázmánya. W 2006 wszedł w skład kierownictwa fundacji powołanej celem pomocy pokrzywdzonym uczestnikom antyrządowych protestów, które zostały siłowo rozpędzone przez policję.
Po uzyskaniu kwalifikacji zawodowych zajmował się doradztwem inwestycyjnym. Od 2010 pracował w ministerstwie spraw zagranicznych, był dyplomatą w stałym przedstawicielstwie Węgier przy Unii Europejskiej. W 2015 stanął na czele zespołu dyplomatów w biurze premiera, zajmował się relacjami węgierskiego rządu z Parlamentem Europejskim. Od 2018 kierował działem prawa UE w kontrolowanym przez państwo banku Magyar Fejlesztési Bank. Od 2019 był prezesem centrum pożyczek studenckich Diákhitel Központot, a od 2022 zarządzał spółką Good Farming.
Należał do rządzącego od 2010 Fideszu. W 2006 zawarł związek małżeński z prawniczką Judit Vargą, z którą ma troje dzieci. Jego żona w latach 2019–2023 sprawowała urząd ministra sprawiedliwości; złożyła rezygnację ze stanowiska w związku z planami kandydowania z pierwszego miejsca listy wyborczej rządzącej koalicji w wyborach europejskich w 2024. W prasie kolorowej para była przedstawiana jako przedstawiciele modelu tradycyjnej rodziny. W 2023 małżeństwo zakończyło się rozwodem.
Szeroką rozpoznawalność Péter Magyar zyskał w lutym 2024, gdy doszło do ujawnienia faktu ułaskawienia skazanego za tuszowanie przestępstw pedofilskich wicedyrektora domu dziecka. Sprawa ta skutkowała dymisją prezydent Katalin Novák i wycofaniem się z aktywności politycznej Judit Vargi (która kontrasygnowała decyzję o ułaskawieniu). 10 lutego (w dzień ogłoszenia przez prezydent swojej rezygnacji) na Facebooku Péter Magyar opublikował wpis, w którym odciął się od obozu rządzącego i sugerował, że obie kobiety poniosły odpowiedzialność polityczną w miejsce faktycznego decydenta (w domyśle Viktora Orbána). Zrezygnował również ze stanowisk zajmowanych w przedsiębiorstwach kontrolowanych przez państwo. Udzielił następnie wywiadu dla związanego z opozycją kanału „Partizán” w serwisie YouTube, który w krótkim czasie osiągnął 2 miliony wyświetleń. Zaczął następnie organizować ruch społeczny i antyrządowe demonstracje, pierwsza z nich odbyła się w dzień święta narodowego 15 marca 2024. W tym samym miesiącu ujawnił dwuminutowe nagranie z 2023, na którym Judit Varga miała go informować, że minister Antal Rogán utrudniał śledztwo w sprawie korupcji dotyczące Pála Völnera, byłego sekretarza stanu w resorcie sprawiedliwości. Jego była żona stwierdziła później publicznie, że rozmowę przeprowadziła pod przymusem, a także zarzuciła byłemu mężowi stosowanie przemocy fizycznej i psychicznej w trakcie małżeństwa. Po ujawnieniu nagrania 6 kwietnia z inicjatywy Pétera Magyara odbył się w Budapeszcie kolejny wiec, który zgromadził około 50 tys. osób i został określony jako jedna z największych demonstracji na Węgrzech od lat.
Celem wystartowania w wyborach europejskich w czerwcu 2024 porozumiał się z nieprowadzącą dotąd aktywnej działalności Partią Szacunku i Wolności (TISZA). Formalnie objął funkcję wiceprzewodniczącego tej formacji. W głosowaniu jego ugrupowanie zajęło drugie miejsce, wprowadzając 7 europosłów. Péter Magyar, otwierający listę wyborczą stronnictwa, uzyskał wówczas mandat deputowanego do PE X kadencji. W lipcu 2024 został formalnie wybrany na przewodniczącego partii TISZA.